# Sergey Rozhkov
Sergueï Leonidovitch Rojkov (en russe : Сергей Леонидович Рожков, transcription anglaise : Sergey Rozhkov), né le 1er avril 1972 à Mourmansk, est un biathlète russe. Il a participé aux Jeux olympiques en 2002 et 2006. Il est champion du monde du relais en 2000 et vainqueur de quatre courses individuelles en Coupe du monde.

## Biographie
Rojkov commence le ski à l'âge de douze ans. Originaire de Mourmansk, il y étudie à l'Université d'État.
Il entre dans l'équipe nationale en 1995 et fait ses débuts dans la Coupe du monde en fin d'année à Östersund, finissant quinzième.
Pour ses premiers championnats du monde en 1996, il participe seulement à la course par équipes, où les Russes remportent la médaille d'argent. Durant cette même saison, il est plusieurs fois présent dans le top dix en Coupe du monde, dont une fois à la première place a l'occasion de l'individuel de Pokljuka. Lors des deux saisons suivantes ses meilleurs résultats sont les titres de champion d'Europe de l'individuel.
Après deux autres médailles dans des épreuves collectives aux Championnats du monde (bronze par équipes en 1998 et argent sur le relais en 1999), il remporte le titre mondial du relais en 2000 avec Viktor Maygurov, Vladimir Dratchev et Pavel Rostovtsev.
Lors de la saison 2000-2001, il finit en tête du classement de l'individuel en Coupe du monde avec une deuxième victoire à Osrblie et une quatrième place sur l'épreuve aux Championnats du monde, son meilleur résultat individuel en grand championnat.
Aux Jeux olympiques d'hiver de 2002, il est notamment douzième de l'individuel et quatrième du relais.
En 2004-2005, il accumule un total de neuf podiums (sur 20 durant sa carrière), pour une victoire au sprint de Cesana San Sicario. Il est aussi vice-champion du monde de relais masculin et de relais mixte. Aux Jeux olympiques d'hiver de 2006, il est vingtième de la mass start, sa seule course dans la compétition. Il figure pour la dernière fois sur un podium en Coupe du monde à la mass start d'Holmenkollen en fin de saison. 
En 2008 et 2009, il prend part seulement à l'IBU Cup (2 victoires), puis prend sa retraite sportive.

## Palmarès

### Jeux olympiques d'hiver
| Épreuve / Édition                   | Individuel | Sprint | Poursuite | Départ en masse | Relais |
| Jeux olympiques 2002 Salt Lake City | 12e        | 51e    | 27e       | —               | 4e     |
| Jeux olympiques 2006 Turin          | —          | —      | —         | 20e             | —      |

Légende :
- — : pas de participation à l'épreuve
- : pas d'épreuve

### Championnats du monde
| Mondiaux \ Épreuve         | individuel        | Sprint            | Poursuite                        | Départ en masse                  | Relais                   | Course par équipes               | Relais mixte                     |
| 1996 Ruhpolding            | -                 | -                 | Épreuve inexistante à cette date | Épreuve inexistante à cette date | -                        | Médaille d'argent, monde         | Épreuve inexistante à cette date |
| 1997 Osrblie               | 4e                | -                 | -                                | Épreuve inexistante à cette date | -                        | 4e                               | Épreuve inexistante à cette date |
| 1998 Pokljuka Hochfilzen   | JO Nagano         | JO Nagano         | 6e                               | Épreuve inexistante à cette date | JO Nagano                | Médaille de bronze, monde        | Épreuve inexistante à cette date |
| 1999 Kontiolahti Oslo      | -                 | 53e               | 18e                              | -                                | Médaille d'argent, monde | Épreuve inexistante à cette date | Épreuve inexistante à cette date |
| 2000 Oslo Lahti            | 40e               | 9e                | 11e                              | -                                | Médaille d'or, monde     | Épreuve inexistante à cette date | Épreuve inexistante à cette date |
| 2001 Pokljuka              | 4e                | 20e               | 15e                              | 7e                               | 4e                       | Épreuve inexistante à cette date | Épreuve inexistante à cette date |
| 2002 Oslo                  | JO Salt Lake City | JO Salt Lake City | JO Salt Lake City                | 17e                              | JO Salt Lake City        | Épreuve inexistante à cette date | Épreuve inexistante à cette date |
| 2003 Khanty-Mansiïsk       | 11e               | 15e               | 4e                               | 25e                              | Médaille d'argent, monde | Épreuve inexistante à cette date | Épreuve inexistante à cette date |
| 2004 Oberhof               | 6e                | 7e                | 10e                              | 14e                              | 5e                       | Épreuve inexistante à cette date | Épreuve inexistante à cette date |
| 2005 Hochfilzen /Khanty-M. | -                 | 14e               | 17e                              | 27e                              | Médaille d'argent, monde | Épreuve inexistante à cette date | Médaille d'argent, monde         |
| 2007 Antholz-Anterselva    | 15e               | —                 | —                                | 13e                              | —                        | Épreuve inexistante à cette date | —                                |

Légende :

 : première place, médaille d'or

 : deuxième place, médaille d'argent

 : troisième place, médaille de bronze

 : épreuve inexistante

— : pas de participation à cette épreuve

### Coupe du monde
- Meilleur classement général : 5e en 2005.
- 1 globe de cristal : vainqueur du classement de l'individuel en 2001.
- 20 podiums individuels : 4 victoires, 4 deuxièmes places et 12 troisièmes places.
- 7 victoires en relais.

#### Détail des victoires
| Saison / Épreuve | Individuel        | Sprint      | Poursuite | Mass start | Total |
| 1995-1996        | Pokljuka          |             |           |            | 1     |
| 2000-2001        | Osrblie → Antholz |             |           |            | 1     |
| 2003-2004        |                   | Osrblie     |           |            | 1     |
| 2004-2005        |                   | San Sicario |           |            | 1     |
| Total            | 2                 | 2           | 0         | 0          | 4     |

#### Classements annuels
| Année | Classement général final |
| 1996  | 13e                      |
| 1997  | 21e                      |
| 1998  | 10e                      |
| 1999  | 19e                      |
| 2000  | 30e                      |
| 2001  | 15e                      |
| 2002  | 11e                      |
| 2003  | 19e                      |
| 2004  | 6e                       |
| 2005  | 5e                       |
| 2006  | 21e                      |
| 2007  | 14e                      |
| 2008  | 50e                      |

### Championnats d'Europe
- Médaille d'or du relais en 1996.
- Médaille d'or de l'individuel en 1997.
- Médaille d'or de l'individuel en 1998.
- Médaille d'argent de l'individuel en 1996
- Médaille d'argent du relais en 1997.

### Championnats du monde junior
- Médaille de bronze de l'individuel en 1988[2].

### IBU Cup
- 3 victoires.